# Hrabství Champagne
Hrabství Champagne (starofrancouzsky Conté de Champaigne, latinsky Comitatus Campaniensis, francouzsky Comté de Champagne) patřilo během středověku společně s Flandrami k místům, kde se konaly pravidelně se opakující trhy, při nichž měli obchodníci mnohá daňová a soudní zvýhodnění a přinášeli tak do země zboží a peníze.

## Historie

Původní znak dynastie z Blois

Vzniklo roku 1093 sjednocením hrabství Troyes, Meaux, Bar-sur-Aube a Vitry v rukou Huga I. ze Champagne, z dynastie z Blois, který roku 1102 oficiálně začal používat titul hraběte ze Champagne.
Po něm zdědil Champagne synovec Theobald II. ze Champagne, který držel po otci také hrabství Chartres, Blois a Sancerre. Po jeho smrti roku 1152 se državy znovu rozdělily – Champagne zdědil syn Jindřich, Blois syn Theobald a Sancerre syn Štěpán. Roku 1234 získal hrabě Theobald IV. ze Champagne také navarrskou korunu. Sňatkem jeho vnučky přešlo Champagne na rod Kapetovců. Roku 1314 se stalo součástí majetku francouzské koruny. Hrabě z Champagne měl titul pair.